# Liivaküla (Ridala)
Liivaküla – wieś w Estonii, w prowincji Lääne, w gminie Ridala.